# Maria Krautzberger

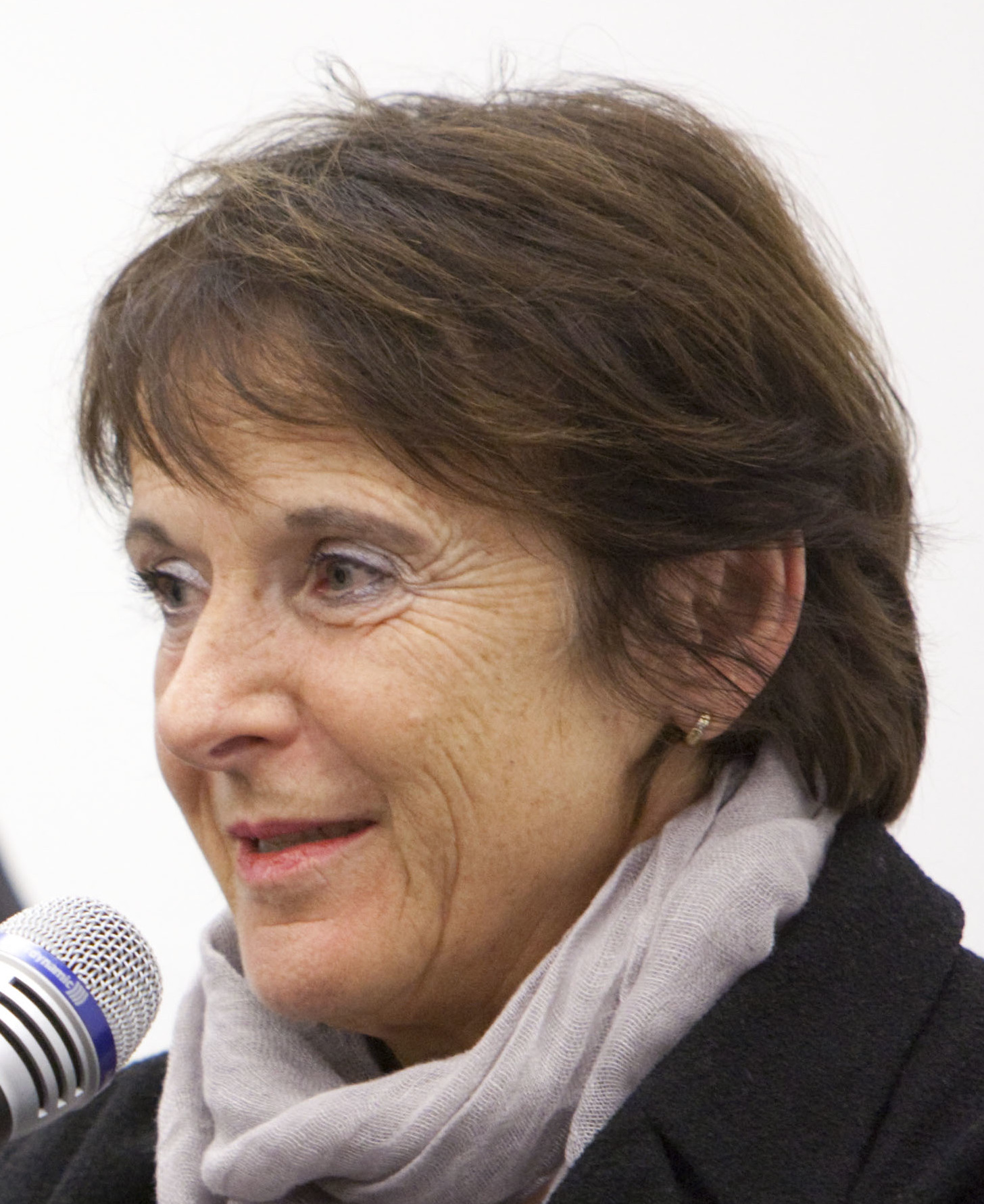
Maria Krautzberger, 2014

Maria Krautzberger (* 19. November 1954 in Mühldorf am Inn) ist eine deutsche politische Beamtin (SPD). Von Dezember 1999 bis 2011 war sie Staatssekretärin in der Berliner Senatsverwaltung für Stadtentwicklung. Von Mai 2014 bis Ende 2019 war sie Präsidentin des deutschen Umweltbundesamtes.

## Leben und Beruf
Nach ihrem Abitur 1973 nahm Krautzberger ein Studium der Soziologie und Anglistik an der Universität München auf. 1976 folgte ein Studium der Verwaltungswissenschaften in Konstanz mit Diplom. Von 1979 bis 1980 arbeitete sie als wissenschaftliche Angestellte am Seminar für Politische Wissenschaften der Universität Bonn. Ab Oktober 1980 stieg sie bei der Stadtverwaltung Wuppertal als wissenschaftliche Sachbearbeiterin und Sachgebietsleiterin ein, ab 1986 war sie Abteilungsleiterin im Amt für Stadtentwicklung und Umweltschutz. 1992 wechselte sie als Umweltsenatorin in die Stadtverwaltung Lübecks und war dort ab 1997 auch in der Funktion der stellvertretenden Bürgermeisterin. 1998 war sie ein halbes Jahr Mitarbeiterin bei der Vereinigten Energiewerke AG (VEAG), danach ein Jahr Beigeordnete für das Dezernat Planen, Bauen, Wohnen der Stadt Oberhausen bis zu ihrer Ernennung zur Staatssekretärin.

## Politik
Ab Dezember 1999 wurde Krautzberger im Land Berlin Staatssekretärin in der (damals von Peter Strieder geführten) Senatsverwaltung für Stadtentwicklung. Sie blieb in dieser Funktion auch unter Strieders Nachfolgerin Ingeborg Junge-Reyer im Amt und war dort für die Bereiche Verkehr und Stadtplanung zuständig. Im genannten Zeitraum trat sie bei der Einweihung verschiedener Projekte auch an die Öffentlichkeit. Mit dem Amtsantritt des Senats Wowereit IV im Dezember 2011 wurde Krautzberger in den einstweiligen Ruhestand versetzt und war von 2014 bis Ende 2019 Präsidentin des Umweltbundesamtes. Im Januar 2017 forderte sie als Klimaschutzmaßnahme die Abschaffung der ermäßigten Mehrwertsteuer auf tierische Lebensmittel und damit eine Steuererhöhung von 7 auf 19 %.
2017 schlug Krautzberger ein generelles Tempolimit im deutschen Innerortsverkehr von 30 km/h vor, da dies zu umweltfreundlicherem und flüssigerem Verkehr führe. Dieser Vorschlag rief umfangreiche Kritik hervor.
Ihr Vorstoß, das sogenannte Dieselprivileg (verminderter Steuersatz für Dieselkraftstoff) zu „überprüfen“, wurde von der Bundesregierung zurückgewiesen.